# كارل دالي (لاعب كرة قاعدة)
كارل دالي (بالإنجليزية: Carl Dale)‏ هو لاعب كرة قاعدة أمريكي، ولد في 7 ديسمبر 1972 في إنديانابوليس في الولايات المتحدة.

## وصلات خارجية
- كارل دالي على موقعبيزبول رفرنس.كوم (الدوري الرئيسي) (الإنجليزية)
- كارل دالي على موقعبيزبول رفرنس.كوم (الدوري الثانوي) (الإنجليزية)
- كارل دالي على موقع مشجعي الرسوم البيانية (الإنجليزية)